# مغالطة الاستقراء الكسول
سليمان القانوني
مغالطة الاستقراء الكسول الذي يُطلق عليها أيضًا بالمصادفة، هي مغالطة تحدث عندما يُرفض استنتاج صحيح لمنطق استقرائي على الرغم من قوة الأدلة التي تدعم ذلك الاستنتاج. تشير إحدى الأمثلة على الاستقراء الكسول إلى رجل لامبالي تسبب في 12 حادث في آخر ستة أشهر. يعود سبب هذه الحوادث إلى إهمال وتسرع هذا الرجل، وبرغم ذلك فهو يصر على أن هذه الحوادث وقعت مصادفة وأن ما حدث لم يكن غلطه. تُرسم المغالطة على الشكل المنطقي التالي: تشير الأدلة إلى أن X من الأسباب جعل من Y نتيجة، ومع ذلك يصر الشخص المعني على أن Y سببها شيء آخر.
تُسمى المغالطة العكسية لمغالطة الاستقراء الكسول بمغالطة التعميم السريع، وهي مغالطة غير رسمية لتعميم خاطئ، وتحدث من خلال الوصول إلى التعميم الاستقرائي استنادًا على أدلة غير كافية، يؤدي هذا إلى استخلاص استنتاجات متسرعة دون أخذ جميع الظروف والمتغيرات بعين الاعتبار. على سبيل المثال، يُمكن أن يكون هناك العديد من الاستنتاجات العامة والواسعة النطاق بناءً على إحصائيات لاستطلاع رأي لمجموعة صغيرة من السكان لا يمكنها تمثيل مجتمع كامل.